# Zachary L'Heureux
Zachary "Zach" L'Heureux, född 15 maj 2003, är en kanadensisk professionell ishockeyforward som är kontrakterad till Nashville Predators i National Hockey League (NHL) och spelar för Milwaukee Admirals i American Hockey League (AHL).
Han har tidigare spelat för Moncton Wildcats och Halifax Mooseheads i Ligue de hockey junior majeur du Québec (LHJMQ).
L'Heureux draftades av Nashville Predators i första rundan i 2021 års draft som 27:e spelare totalt.

## Statistik
| 2015–2016    | Grenadiers de Lac St-Louis |              | 4   | 1  | 0   | 1   | 0   | —  | —  | —  | —  | —  |
| 2016–2017    | Grenadiers de Lac St-Louis |              | 30  | 16 | 17  | 33  | 28  | —  | —  | —  | —  | —  |
| 2017–2018    | Grenadiers de Lac St-Louis | LHEQ         | 14  | 10 | 13  | 23  | 45  | —  | —  | —  | —  | —  |
|              | Grenadiers de Châteauguay  | LHMAAAQ      | 7   | 1  | 1   | 2   | 2   | —  | —  | —  | —  | —  |
| 2018–2019    | Grenadiers de Châteauguay  | LHMAAAQ      | 41  | 21 | 31  | 52  | 72  | 7  | 2  | 6  | 8  | 16 |
| 2019–2020    | Moncton Wildcats           | LHJMQ        | 55  | 20 | 33  | 53  | 70  | —  | —  | —  | —  | —  |
| 2020–2021    | Halifax Mooseheads         | LHJMQ        | 33  | 19 | 20  | 39  | 47  | —  | —  | —  | —  | —  |
| 2021–2022    | Halifax Mooseheads         | LHJMQ        | 46  | 22 | 34  | 56  | 64  | —  | —  | —  | —  | —  |
| 2022–2023    | Halifax Mooseheads         | LHJMQ        | 33  | 21 | 21  | 42  | 34  | 20 | 11 | 15 | 26 | 43 |
| 2023–2024    | Milwaukee Admirals         | AHL          | 66  | 19 | 29  | 48  | 197 | 15 | 10 | 5  | 15 | 62 |
| 2024–2025    | Nashville Predators        | NHL          | 1   | 0  | 0   | 0   | 0   | —  | —  | —  | —  | —  |
|              | Milwaukee Admirals         | AHL          | 4   | 3  | 2   | 5   | 4   | —  | —  | —  | —  | —  |
| NHL totalt   | NHL totalt                 | NHL totalt   | 1   | 0  | 0   | 0   | 0   | —  | —  | —  | —  | —  |
| AHL totalt   | AHL totalt                 | AHL totalt   | 70  | 22 | 31  | 53  | 201 | 15 | 10 | 5  | 15 | 62 |
| LHJMQ totalt | LHJMQ totalt               | LHJMQ totalt | 167 | 82 | 108 | 190 | 215 | 20 | 11 | 15 | 26 | 43 |